# Otuča (mikroregija)
Otuča je mikroregija u Hrvatskoj regiji Lika.
Smještena je na južnom rubu Like odmah ponad Dalmacije, a obuhvaća prostor općina Gračac i Lovinac.
Na jugu prema Dalmaciji okružuje ju Velebit sa Svetim brdom (1753 m), s istoka prema Ličkom Pounju Lička Plješivica s vrhom Kremen (1590 m), prema sjeveru Otuča graniči s Krbavom (općina Udbina) te prema zapadu s dolinom Ličkog polja.
Povijesno Otuča je starohrvatska plemenita župa (županija) sa slobodnjačkim plemstvom.